# Barratt O’Hara

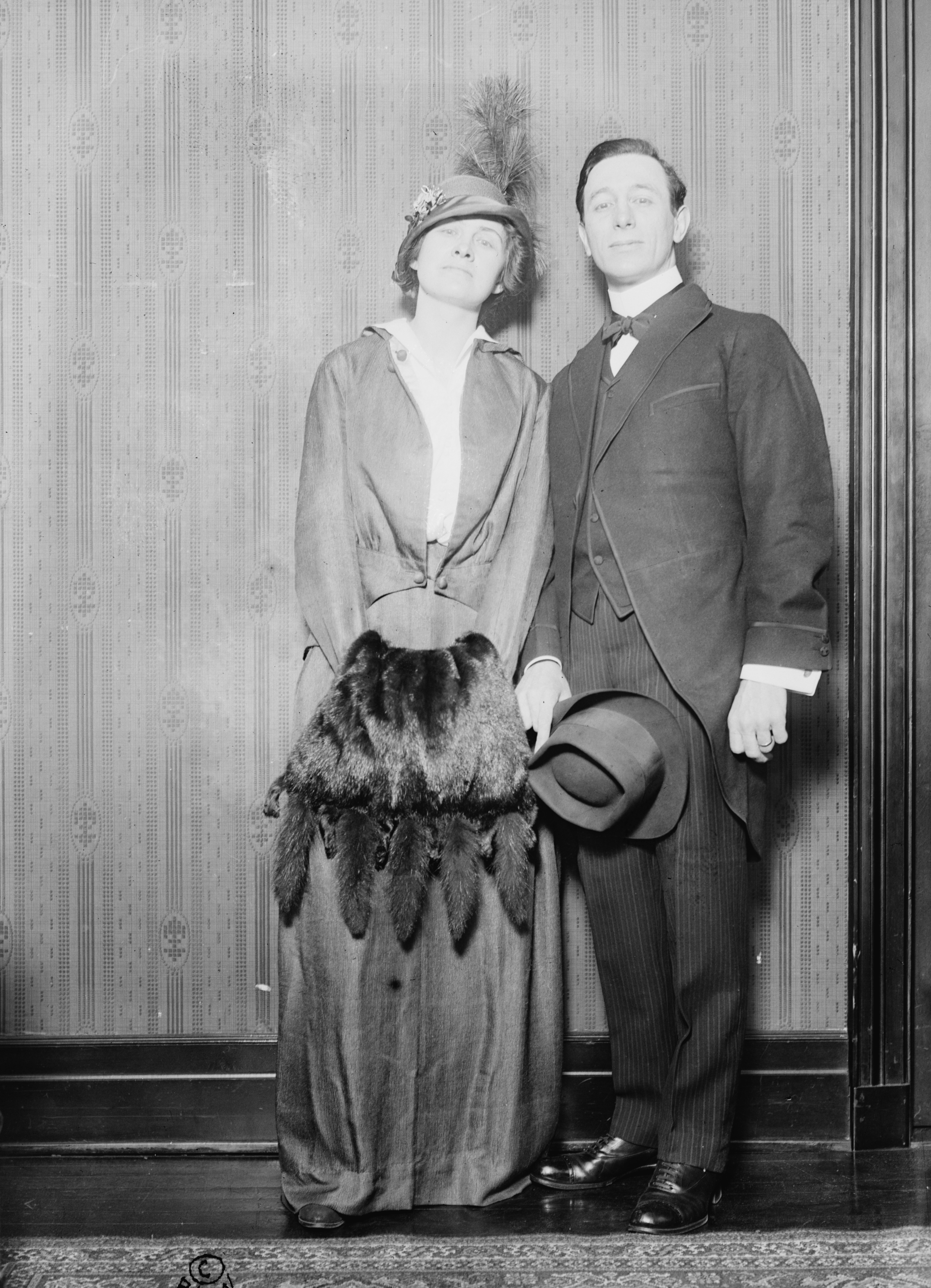
Barratt O’Hara mit seiner Ehefrau (um 1915)

Barratt O’Hara (* 28. April 1882 in St. Joseph, Michigan; † 11. August 1969 in Washington, D.C.) war ein US-amerikanischer Politiker. Zwischen 1949 und 1951 sowie von 1953 bis 1969 vertrat er den Bundesstaat Illinois im US-Repräsentantenhaus.

## Werdegang
Barratt O’Hara besuchte die öffentlichen Schulen seiner Heimat und in Nicaragua, wohin er mit seinem Vater vorübergehend zog. Trotz seiner Jugend nahm er als Korporal einer Infanterieeinheit aus Michigan am Spanisch-Amerikanischen Krieg von 1898 teil. Später kehrte er nach Michigan zurück, wo er seine Ausbildung an der Benton Harbor High School fortsetzte. In den Jahren 1901 und 1902 studierte er an der University of Missouri und dann von 1909 bis 1910 an der Northwestern University. Zwischenzeitlich war er in der Zeitungsbranche als Reporter, Verleger und Herausgeber bei verschiedenen Zeitungen tätig. 1906 heiratete er Florence Hoffman, eine Tochter des presbyterianischen Pastor und Kirchenlieddichters Elisha Albright Hoffman.
Nach einem anschließenden Jurastudium am Chicago-Kent College of Law und seiner 1912 erfolgten Zulassung als Rechtsanwalt begann er in Chicago in diesem Beruf zu arbeiten. Gleichzeitig schlug er als Mitglied der Demokratischen Partei eine politische Laufbahn ein.
Zwischen 1913 und 1917 war O’Hara Vizegouverneur von Illinois. Im Jahr 1915 kandidierte er erfolglos für den US-Senat. Er stieg auch in das Filmgeschäft ein und war in den Jahren 1916 und 1917 Präsident der Arizona Film Co. Während des Ersten Weltkrieges war er Major im juristischen Dienst der US Army. 1920 bewarb er sich erfolglos um das Amt des Gouverneurs von Illinois. Zwischen 1933 und 1935 war er auch Radiokommentator in Chicago. Im Jahr 1936 scheiterte seine erste Kandidatur für das US-Repräsentantenhaus.
Bei den Kongresswahlen des Jahres 1948 wurde O’Hara dann aber im zweiten Wahlbezirk von Illinois in das US-Repräsentantenhaus in Washington gewählt, wo er am 3. Januar 1949 die Nachfolge von Richard B. Vail antrat, den er bei der Wahl geschlagen hatte. Da er im Jahr 1950 Vail unterlag, konnte er bis zum 3. Januar 1951 zunächst nur eine Legislaturperiode im Kongress absolvieren. Bei den Wahlen des Jahres 1952 wurde er erneut in den Kongress gewählt, wo er am 3. Januar 1953 Richard Vail wieder ablöste. Nach sieben Wiederwahlen konnte er bis zum 3. Januar 1969 acht weitere Amtszeiten im Kongress verbringen. In diese Zeit fielen unter anderem der Kalte Krieg und der Beginn des Vietnamkrieges sowie innenpolitisch die Bürgerrechtsbewegung.
1968 wurde Barratt O’Hara von seiner Partei nicht mehr zur Wiederwahl nominiert. Er starb am 11. August 1969 in Washington und wurde in Chicago beigesetzt.